# 茶谷直人 (化学者)
茶谷 直人（ちゃたに なおと）は、日本の化学者。
広島大学大学院先進理工系科学研究科 研究科長。
大阪大学名誉教授。
専門は有機合成化学。

## 学歴
- - 1979年3月 大阪大学 工学部 石油化学科[1]
- - 1984年3月 大阪大学大学院工学研究科 石油化学専攻[1]
- 1984年3月 工学博士の学位取得（大阪大学）[1]

## 主な経歴
- 1984年4月 - 1989年8月 大阪大学 産業科学研究所 助手[1]
- 1988年4月 - 1989年8月 アメリカイリノイ大学 博士研究員[1]
- 1989年9月 - 1992年7月 大阪大学 工学部 助手[1]
- 1992年8月 - 1998年3月 大阪大学 工学部 助教授[1]
- 1998年4月 - 2003年3月 大阪大学大学院工学研究科 助教授[1]
- 2003年4月 - 2022年3月 大阪大学大学院工学研究科 応用化学専攻 教授[1]
- 2022年6月 -  大阪大学 環境安全研究管理センター 特任教授[1]
- 2024年4月 -  広島大学大学院先進理工系科学研究科 研究科長[1]

## 受賞歴
- 1991年3月 日本化学会 第40回（平成2年度）進歩賞[2][1]
- 2005年3月 新化学技術推進協会 第4回グリーン・サステイナブルケミストリー賞・文部科学大臣賞[3][1]
- 2010年2月 2009年度 有機合成化学協会 企業冠賞（日産化学・有機合成新反応/手法賞）[4][1]
- 2013年10月 万有生命科学振興国際交流財団 名古屋シルバーメダル[5][1]
- 2016年7月 トムソン・ロイター・第4回リサーチフロントアワード[6][1]
- 2017年3月 第69回（平成28年度）日本化学会賞[7][1]
- 2017年4月 フンボルト賞（アレクサンダー・フォン・フンボルト財団）[8][1]
- 2017年8月 2018 Arthur C. Cope Late Career Scholars Award（アーサー・C・コープ基金）[9][1]
- 2017年11月 Clarivate Analytics Highly Cited Researcher (2017)[10][1]
- 2018年11月 Clarivate Analytics Highly Cited Researcher (2018)[1]

## 栄典
- 2023年4月 紫綬褒章[11][1]